# Coeliccia campioni
Coeliccia campioni – gatunek ważki z rodziny pióronogowatych (Platycnemididae).